# احمدشاه خان اچکزی
احمدشاه خان اچکزی (زاده: ۱۳۲۱ ولسوالی سپین‌بولدک، ولایت قندهار) سیاست‌مدار افغانستانی و نماینده مردم قندهار در دوره پانزدهم مجلس نمایندگان افغانستان است.

## زندگی‌نامه
احمدشاه خان اچکزی متولد ۱۳۲۱ از ولسوالی سپین بولدک ولایت قندهار افغانستان است. وی دارای تحصیلات تا مقطع متوسطه است.